# Loon-Plage
Pour les articles homonymes, voir Loon.
Loon-Plage (prononcé [lon plaʒ] ; Loon en néerlandais) est une commune française située dans le département du Nord, en région Hauts-de-France.
La commune a été classée quatre fleurs au concours des villes et villages fleuris.

## Géographie

### Situation
Loon-Plage se trouve dans le Westhoek français au bord de la mer du Nord, entre Calais et Dunkerque.

### Communes limitrophes
| Mer du Nord            | Mer du Nord | Dunkerque            |
| Gravelines             | Loon-Plage  |                      |
| Saint-Georges-sur-l'Aa | Craywick    | Brouckerque, Spycker |

### Hydrographie

#### Réseau hydrographique
La commune est située dans le bassin Artois-Picardie. Elle est drainée par le canal de Bourbourg, la Nouvelle Desserte Fluviale, la Schelvliet, le canal de Lynck à Coppenaxfort, l'ancien Noortgracht, la Soud-Gracht, le Rollegracht, le Mardyckgracht, le Schapgracht, le Grand denna, la Ferme Coudeville, la helle gracht, la Rep Rolle Gracht, la Westhouck, la Winkaert Vliet, le broek reep dyk, le Noord Gracht, le Noord Gracht Reep Dyk, le watergang de la Madame, les watergangs 5 et 6 et divers autres petits cours d'eau,.
Le canal de Bourbourg relie l'Aa à l'ouest de Bourbourg aux ports intérieurs de Dunkerque. 
La Schelvliet est un cours d'eau d'une longueur de 12 km, prend sa source dans la commune de Craywick et se jette  dans l'Aa canalisée à Gravelines, après avoir traversé quatre communes. 

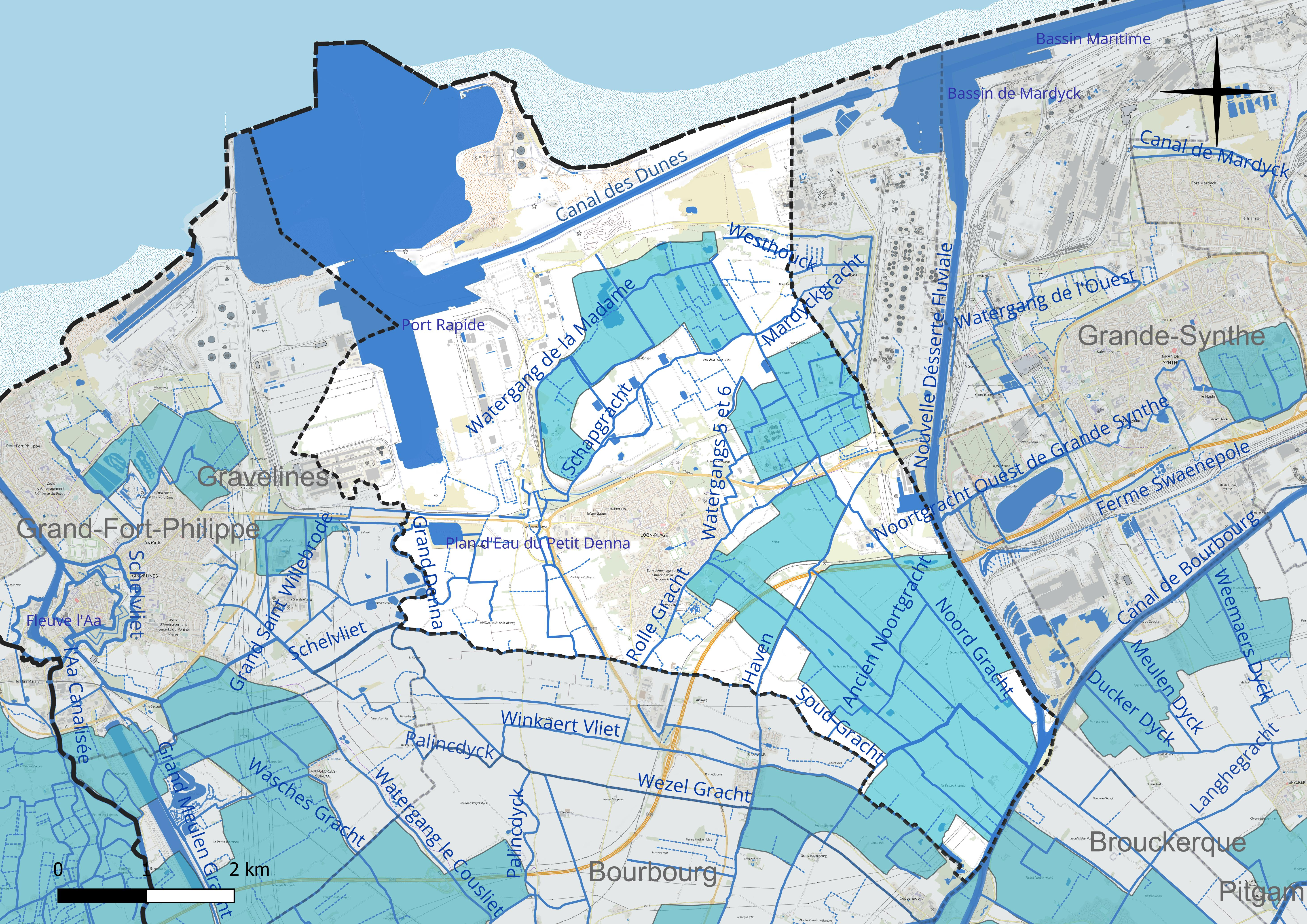
Réseau hydrographique de Loon-Plage.

Deux plans d'eau complètent le réseau hydrographique : le plan d'eau du le Petit Denna (8,7 ha) et Port Rapide, d'une superficie totale de 187,4 ha (162,1 ha sur la commune),.

#### Gestion et qualité des eaux
Le territoire communal est couvert par le schéma d'aménagement et de gestion des eaux (SAGE) « Delta de l'Aa ». Ce document de planification concerne un territoire de 1 208 km2 de superficie, délimité par le bassin versant de l'Aa. Le périmètre a été arrêté le 18 août 2000 et le SAGE proprement dit a été approuvé le 15 mars 2010. La structure porteuse de l'élaboration et de la mise en œuvre est l'Institution intercommunale des Wateringues. 
La qualité des cours d'eau peut être consultée sur un site dédié géré par les agences de l'eau et l'Agence française pour la biodiversité. 

### Climat
Pour des articles plus généraux, voir Climat des Hauts-de-France et Climat du Nord.
En 2010, le climat de la commune est de type climat océanique altéré, selon une étude du CNRS s'appuyant sur une série de données couvrant la période 1971-2000. En 2020, Météo-France publie une typologie des climats de la France métropolitaine dans laquelle la commune est exposée à un climat océanique et est dans la région climatique  Côtes de la Manche orientale, caractérisée par un faible ensoleillement (1 550 h/an) ; forte humidité de l'air (plus de 20 h/jour avec humidité relative > 80 % en hiver), vents forts fréquents.
Pour la période 1971-2000, la température annuelle moyenne est de 10,7 °C, avec une amplitude thermique annuelle de 13,4 °C. Le cumul annuel moyen de précipitations est de 715 mm, avec 12,4 jours de précipitations en janvier et 7,8 jours en juillet. Pour la période 1991-2020, la température moyenne annuelle observée sur la station météorologique la plus proche, située sur la commune de Dunkerque à 12 km à vol d'oiseau, est de 11,7 °C et le cumul annuel moyen de précipitations est de 690,8 mm,. Pour l'avenir, les paramètres climatiques de la commune estimés pour 2050 selon différents scénarios d'émission de gaz à effet de serre sont consultables sur un site dédié publié par Météo-France en novembre 2022.

### Paysages
Pour un article plus général, voir Paysage en France.
La commune s'inscrit dans les « paysages des dunes de la mer du Nord » tels qu’ils sont définis dans l’atlas de paysages de la région Nord-Pas-de-Calais, conçu par la direction régionale de l'Environnement, de l'Aménagement et du Logement (DREAL),. 
Ces paysages concernent 23 communes du Nord et du Pas-de-Calais avec trois pôles d’attraction que sont Calais à l'ouest et Dunkerque à l’est et, dans une moindre mesure, Gravelines au centre où se trouve le delta du fleuve côtier l’Aa. On y distingue trois parallèles : la frange côtière avec son cordon dunaire ; l'ancienne route nationale 1 et l'Autoroute A16.
Ces paysages sont composés d’un cordon dunaire de 60 km typique des paysages nordiques et que l’on retrouve aux Pays-Bas et en Belgique. Ce cordon littoral datant du VIIIe siècle s’est constitué durant la dernière transgression marine et joue un rôle de digue en protégeant la plaine maritime de l’invasion de la mer. Sa taille n’excède pas, en largeur, quelques centaines de mètres et, en hauteur, une dizaine de mètres.
Une particularité de ces paysages est la présence de moëre (marais en flamand), point le plus bas du territoire français, avec une altitude de - 4 m. leur assèchement est entrepris dès 1619 par 23 moulins à vent qui vont pomper l’eau et l’acheminer vers la mer par des watringues. Ces polders, terres gagnées sur la mer,  ainsi constitués sont les plus anciens de l’Europe du Nord.
Les cultures ne représentent que 35 % de ces paysages des dunes de la mer du Nord.
Concernant l'activité humaine, à l’ouest de ces paysages se trouve : la région de Calais, avec le tunnel sous la Manche et l'activité portuaire de Calais tournée vers l’Angleterre ; à l’est, la zone urbaine de Dunkerque et ses installations portuaires et, au centre, la zone de Gravelines avec son port de plaisance et sa centrale nucléaire. 
Sur le plan de la biodiversité, on y observe de nombreux déplacements d’oiseaux marins, côtiers ou terrestres ainsi que des phoques veau-marin installés sur les bancs de sable.

## Urbanisme

### Typologie
Au 1er janvier 2024, Loon-Plage est catégorisée petite ville, selon la nouvelle grille communale de densité à sept niveaux définie par l'Insee en 2022.
Elle appartient à l'unité urbaine de Dunkerque, une agglomération intra-départementale regroupant huit  communes, dont elle est une commune de la banlieue,,. Par ailleurs la commune fait partie de l'aire d'attraction de Dunkerque, dont elle est une commune de la couronne,. Cette aire, qui regroupe 66 communes, est catégorisée dans les aires de 200 000 à moins de 700 000 habitants,.
La commune, bordée par la mer du Nord, est également une commune littorale au sens de la loi du 3 janvier 1986, dite loi littoral. Des dispositions spécifiques d'urbanisme s'y appliquent dès lors afin de préserver les espaces naturels, les sites, les paysages et l'équilibre écologique du littoral, tel le principe d'inconstructibilité, en dehors des espaces urbanisés, sur la bande littorale des 100 mètres, ou plus si le plan local d'urbanisme le prévoit.

### Occupation des sols
L'occupation des sols de la commune, telle qu'elle ressort de la base de données européenne d'occupation biophysique des sols Corine Land Cover (CLC), est marquée par l'importance des territoires agricoles (58,3 % en 2018), en diminution par rapport à 1990 (61,8 %). La répartition détaillée en 2018 est la suivante : 
terres arables (51 %), zones industrielles ou commerciales et réseaux de communication (19,4 %), milieux à végétation arbustive et/ou herbacée (7,3 %), zones urbanisées (6,1 %), espaces ouverts, sans ou avec peu de végétation (4,9 %), zones agricoles hétérogènes (4,2 %), prairies (3,2 %), eaux continentales (1,4 %), eaux maritimes (1,2 %), espaces verts artificialisés, non agricoles (1,1 %), zones humides côtières (0,1 %). L'évolution de l'occupation des sols de la commune et de ses infrastructures peut être observée sur les différentes représentations cartographiques du territoire : la carte de Cassini (XVIIIe siècle), la carte d'état-major (1820-1866) et les cartes ou photos aériennes de l'IGN pour la période actuelle (1950 à aujourd'hui).

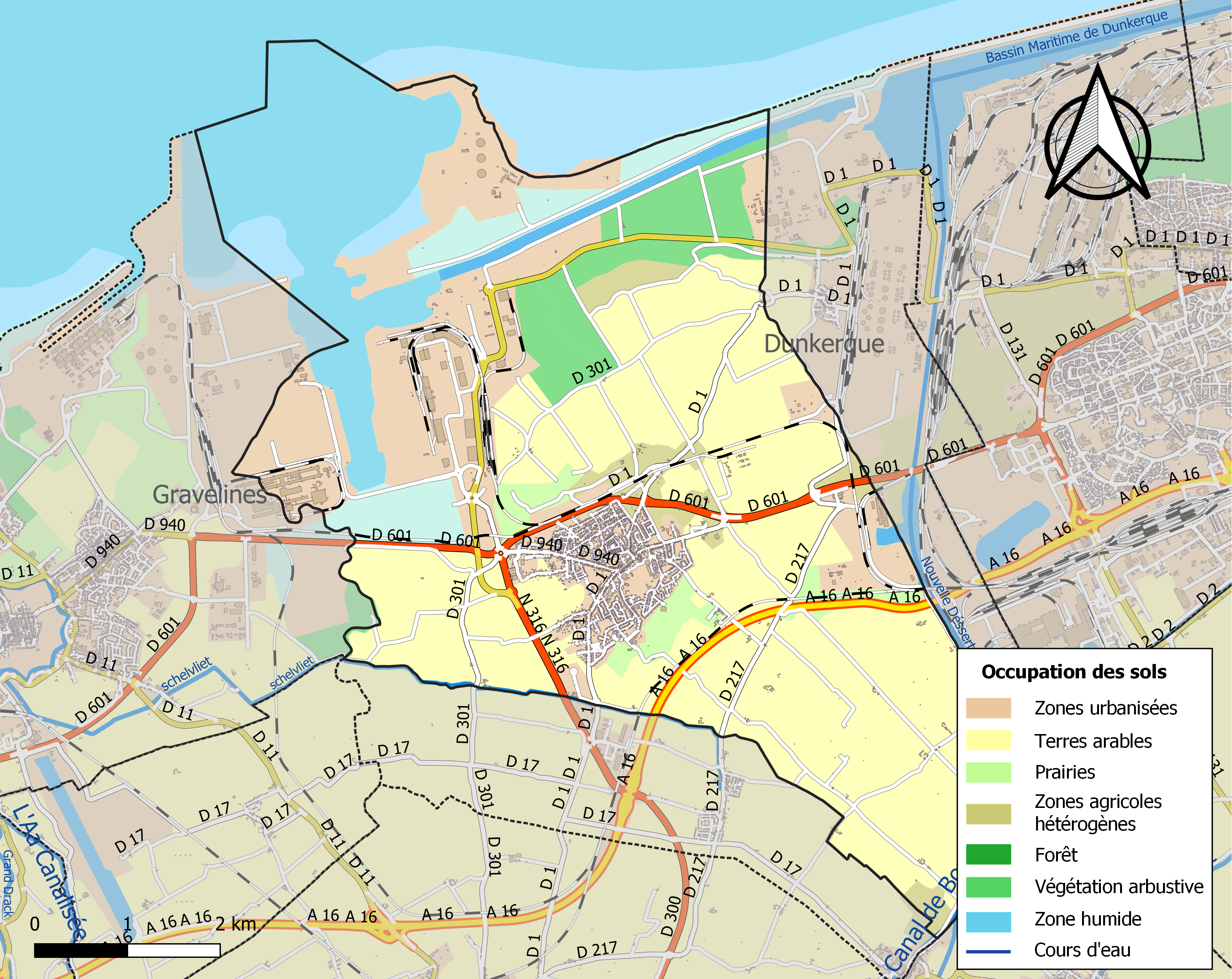
Carte des infrastructures et de l'occupation des sols de la commune en 2018 (CLC).

### Voies de communication et transports
La commune est desservie par les lignes C4A, 23 et N1 du réseau DK'BUS.

## Toponymie

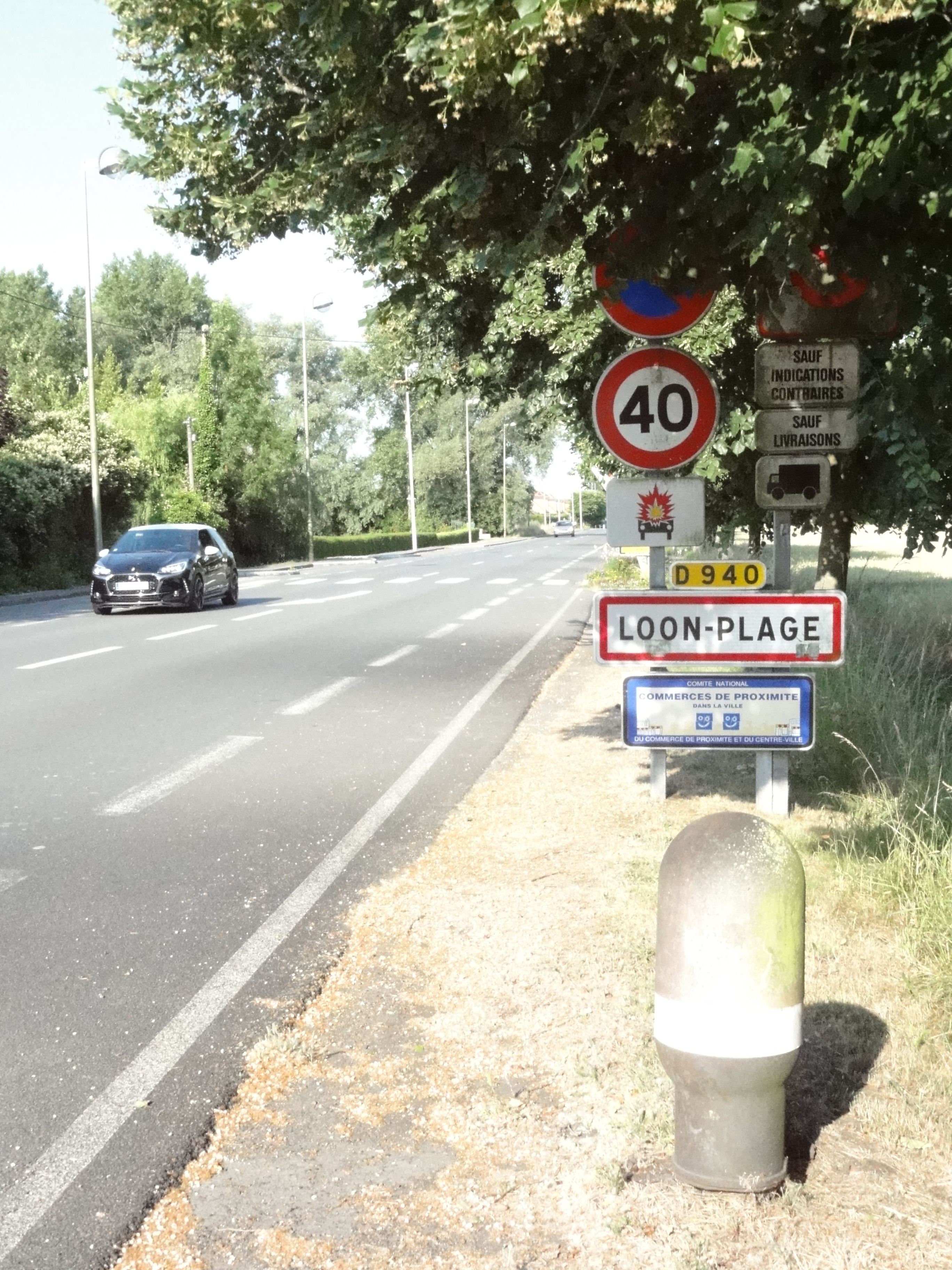
Entrée de l'agglomération

Le nom de la localité est attesté sous les formes Loom en 877 (copie 961) ; Lho en 1040 (copie 1775) ; Lon en 1107 (copie) / 1112 / 1183 / 1218 ; Loen au début du XIVe siècle.
Il s'agit d'un appellatif toponymique d'origine flamande cf. Looberghe, Loos, etc., issu du germanique commun ou du germanique occidental *lauhum, datif pluriel de *lauha- « petit bois espacé sur terrain élevé sablonneux », autrement lôh « bois » ou *lauh « clairière, pré » (ancien néerlandais *loh). 
Initialement nommé Loon, le qualificatif -Plage est ajouté en 1889, soit Loon-Plage, pour éviter la confusion avec la ville de Laon.

## Histoire

### Avant la Révolution française de 1789
Au commencement, Loon-Plage n'était qu'une île. L'assèchement du territoire a permis au village de se voir définitivement rattaché à la plaine à la fin du XIe siècle.
Jusqu'à la Révolution française, Loon-Plage dépend de la châtellenie de Bourbourg. La commune est le siège d'une ammanie (l'amman représente le châtelain avec des pouvoirs administratifs et de justice) qui recouvre la paroisse de Loon. L'ammanie comprenait sept fiefs dont l'ammanie elle-même. L'ammanie appartenait jusqu'en 1782 au marquis de Servile.
Avant la Révolution française, la paroisse était incluse dans le diocèse de Thérouanne, puis à la disparition de celui-ci dans le diocèse de Saint-Omer.
En 1194, Philippe, abbé de l'abbaye Saint-Winoc de Bergues, Étienne, abbé de Balanciis (?), et Mathilde, abbesse de l'abbaye Notre-Dame de Bourbourg, déclarent que les habitants de Lon cèderont à l'abbaye de Cercamp, leurs droits sur certains fossés et terrains, moyennant 40 livres de Flandre.
À la fin du XIIe siècle, Loon a une réelle existence mais le village est menacé à tout moment d'inondations ou de guerre. Sa position particulière, zone frontalière, aujourd'hui considérée comme un avantage, constituait à l'époque un handicap lourd. Le territoire de Loon a été victime de nombreuses guerres féodales.
L'abbaye Saint-Bertin de Saint-Omer possède le patronat de Loon (le contrôle de l'église de la paroisse) : en 1230, le pape Grégoire IX accorde à l'abbé et aux religieux de l'abbaye le droit de présenter à l'évêque (de Thérouanne) deux prêtres de plus pour desservir les grandes paroisses, notamment Gravelines et Loon, dont ils ont le patronat.
En 1558, après la reprise de Calais par les Français, le Maréchal de Thermes, Paul de La Barthe de Thermes, mène une expédition française en Flandre, alors terre espagnole (Charles Quint puis Philippe II), et prend Loon-Plage.
Le village souffre comme toute la châtellenie de Bourbourg dans la deuxième moitié du XVIIe siècle lors de l'affrontement entre la France (sous les rois Louis XIII et Louis XIV) et l'Espagne. Pendant presque cinquante ans, le pays connait une situation de guerre quasi permanente avec les destructions associées. En 1644, les Français qui assiègent Gravelines détruisent le village de Loon.  En 1657, les Espagnols en retraite ravagent le village.
De 1756 à 1790, c'est l'époque durant laquelle le village de Loon a pris définitivement sa physionomie.
À la veille de la Révolution française, en 1750, l'église du village détient quelques terres, (d'une église à une autre, les situations sont très inégales) situées pour l'essentiel dans la paroisse. Ces biens sont administrés par un « conseil de la fabrique »; les terres sont louées et le produit de la location entre en recettes dans les comptes de l'église. L'église de Loon, une des mieux loties de la châtellenie de Bourbourg, possède 84 mesures de terre, soit environ 38 hectares. Le curé a droit à la portion congrue, dont le montant augmente selon le nombre de vicaires. À côté, la table des pauvres de chaque paroisse détient également quelques terres destinées à aider les indigents, celle de Loon-Plage  possède 49 mesures de terre , soit environ 22 hectares.

#### Seigneurs de Loon Plage
Plusieurs seigneuries étaient situées en totalité ou en partie sur Loon Plage. Sont retranscrits ci-dessous les éléments relatifs aux deux plus importantes d'entre elles.

##### Ammanie de Loon-Plage
- En 1458, l'ammanie ou mayerie de Loon appartient à Pierre de Warhem.
- Elle passe ensuite à Copkin de Warhem, fils de Robert.
- Vers 1517, le titulaire en est Jooskin de Doys, demeurant à Furnes.
- Pierre de Voys, seigneur de Rudevoorde, époux de Marguerite van der Meers, en hérite.
- En 1637, l'ammanie passe à Jean-Baptiste de Doys, fils de Pierre.
- En 1671, est retrouvé Jean-François de Doys, fils de Jean-Baptiste.
- En 1688, lui succède Pierre Joseph de Doys, fils du précédent.
- Lequel la transmet à son fils Georges Antoine de Doys.
- En 1710, le titulaire est François Dominique de Doys, écuyer, seigneur de Santvoorde, Oost-Cappel.
- Georges de Massol, fils de Guillaume et d'Antoinette Constance de Doys, marquis de Serville la détient ensuite.
- En 1782, l'ammanie est transmise par les précédents à François, comte de Ligondès, époux d'Odette Massol de Serville, domicilié au château Beaudot en Cambrésis.
- Ceux-ci la vendent en 1784-1785 à Jean-Baptiste Wandewalle de Westhove, avocat et collègue de la Noble Cour de Cassel, domicilié à Hazebrouck[46].

##### Seigneurie de Ribemont
Il s'agissait d'une bergerie de 250 mesures (environ 110 hectares) érigée en seigneurie, donné par le comte de Flandre Robert le Frison à Anselme, châtelain de Ribemont (département de l'Aisne), dit également Anselme de Bouchain, qui la céda à l'abbaye Saint-Nicolas-des-Prés de Ribemont. Elle passa ensuite au chapitre Notre-Dame de Thérouanne, puis après la destruction de Thérouanne par Charles Quint en 1559, et la partition du diocèse de Thérouanne entre ceux de Boulogne-sur-mer, de Saint-Omer et d'Ypres, au chapitre d'Ypres. Vendue ensuite à des civils, les derniers possesseurs seront des membres de la famille Deschodt, échevins puis bourgmestre puis maire de Bourbourg. Le dernier possesseur de la seigneurie, avant la suppression des titres de noblesse par la Révolution française, Jean-Baptiste Philippe Deschodt (1757-1832) signait Deschodt de Rybemont.

### Depuis la Révolution française
En 1800, la ville accède donc à son indépendance.
En 1889, le nom de la commune change pour éviter toute confusion avec Laon, une ville du département de l'Aisne. Le conseil propose alors le nom de Loon-Plage. Loon-Plage devient alors une station balnéaire, un casino et un hôtel seront construits et des animations seront faites.
À la même époque, la commune a une gare située sur la ligne Bourbourg-Dunkerque.

### Première guerre mondiale
Pendant la première guerre mondiale, Loon-Plage est à l'arrière du front qui part de Nieuport, suit le cours de l'Yser vers les monts des Flandres. En 1916 et 1917, le village placé sous l'autorité du commandement d'étapes (service de l'armée organisant le stationnement et le passage de troupes en arrière du front) de Gravelines, de même que Bourbourg-ville et Bourbourg-Campagne, Saint-Pierre-Brouck, Cappelle-Brouck, Grande Synthe,...est le lieu de passage et de cantonnement de troupes, soldats français et belges, de répartition entre les communes concernées de travailleurs agricoles (136 à 143 selon les moments), de décision de fermetures temporaires d'établissements, notamment les cabarets ayant servi à boire aux soldats en dehors des heures réglementaires, et plus spécifiquement à Loon-Plage stationne un poste de marins. Loon-Plage accueille en août 1917, dans un camp situé aux Dunes et près de la gare des soldats britanniques et en février 1918 un hôpital britannique.

### Installation d'un camp de réfugiés près du terminal des ferries
La guerre du Kosovo (1998-1999) met des réfugiés économiques sur la route de l'Angleterre. N'arrivant pas à embarquer à Calais, les réfugiés s'entassent dans le terminal des ferries, puis dans les rues de Calais. Pour loger 80 réfugiés, le préfet réquisitionne le hangar Bore sous le « dispositif d'accueil des réfugiés du Kosovo ». La municipalité de Loon-Plage, par l'intermédiaire du CCAS (Centre communal d'action sociale), fournit des repas chauds le soir aux migrants,. Le 1er juin 1999, le hangar est fermé. La même année, l'État ouvre le camp de Sangatte. En 2002, ce camp est fermé à son tour, obligeant les migrants principalement des Afghans, à se disperser sur le littoral. Certains réfugiés vont au terminal des ferries de Loon-Plage pour tenter le passage en grimpant dans un camion la nuit. Le jour, ils dorment dans des tentes ou cabanons sur un terrain derrière Dailyfresh non loin du terminal de Loon-Plage appartenant au port autonome de Dunkerque. Emmaüs, le Secours Catholique, les Éclaireurs de France, des médecins et infirmières leur apportent de la nourriture, vêtements et soins. En 2006, une cinquantaine de personnes dont une femme originaire de la Corne de l'Afrique vivent dans le camp. Ils sont appelés « migrants », « clandestins », « réfugiés » ou encore « Kosovars ».
Le 17 juin 2009, une centaine de migrants vivent dans le camp.
Le 23 septembre, la police arrête une cinquantaine de migrants en majorité afghans, mais beaucoup ont réussi à fuir. Le 17 novembre, une cinquantaine de migrants sont arrêtés à nouveau. Le 28 novembre, les pluies inondent le camp qui patauge dans la boue. Sans autorisation du port autonome de Dunkerque, le diacre Jean-Marie Devulder et François Braure, un négociant en pompes funèbres, creusent une tranchée d'évacuation des eaux avec une pelleteuse. Inquiet pour ses canalisations de gaz et des câbles électriques enterrés, le port porte plainte : mardi 15 décembre, Jean-Marie Devulder et François Braure, sont convoqués à la PAF de Saint-Pol-sur-Mer.
En 2010, le camp de Loon-Plage a été démantelé deux fois, le 17 juin et le 17 novembre. Entre 70 et 80 personnes y vivent : 70 % d'Afghans et d'Irakiens, 20 % d'Iraniens, 6 % de Vietnamiens, des Pakistanais, des Soudanais, et des Albanais. Il n'y a presque pas de femmes. La population est jeune, entre 15 et 25 ans : 30 % se déclarent mineurs. Certains sont là depuis 8 mois. D'autres ont réussi à passer en Angleterre puis ont été expulsés en Grèce et sont revenus à Loon-Plage. Chaque semaine, le camp est reconstruit puis démantelé, obligeant les migrants à déménager au camp de Téteghem ou au camp de Grande-Synthe. De-là, sitôt la nuit tombée, des dizaines de migrants montent à bord de la ligne de bus A qui relie Dunkerque à Gravelines. Les premiers montent à Grande-Synthe pour descendre à 18 h 17 à l'arrêt Maison-Blanche à Loon-Plage. Les autres poursuivent jusqu'à Gravelines puis rejoignent Calais. À partir de 20 h, l'énorme parking où stationnent les routiers et patrouillent les 77 policiers de la PAF, s'anime. Les migrants font des allers-retours une bonne partie de la nuit le long de la route entre le rond-point des hôtels et le terminal ferry de Loon-Plage pour tenter d'embarquer pour l'Angleterre. Malgré cinq mois d'essais, beaucoup n'arrivent pas à passer et descendent à l'arrêt de bus à Ghyvelde pour tenter en Belgique.
Mardi 5 août 2014, entre 6 heures et 11 heures du matin, la PAF a attrapé 17 migrants tentant de grimper dans des camions au terminal ferry de Loon-Plage. En novembre 2014, deux migrants décèdent dans l'incendie d'un camion au terminal ferry de Loon-Plage. Le 4 décembre 2015 un homme de nationalité polonaise tente de faire passer une Irakienne et son bébé cachés sous une couverture à l'arrière de sa Chrysler Voyager. Il est repéré au terminal ferry et arrêté puis condamné à six mois de prison ferme avec trois ans d'interdiction de territoire français. Dans la nuit du lundi au mardi 15 décembre 2015, un homme de nationalité britannique a tenté de faire passer quatre Irakiens dans une camionnette. Il est repéré au car-ferry de Loon-Plage et arrêté puis condamné à six mois de prison avec trois ans d'interdiction de venir en France. Le 15 décembre 2015, en raison de l'afflux de migrants dans les bus DK'Bus, ces derniers ne peuvent plus stopper et prendre d'autre usagers aux arrêts situés dans la commune. Le vice-président chargé des Transports, Damien Carême, a doublé la ligne A : « Celui de 7 h, au départ de Gravelines et certains à partir de 18 h 45 au niveau de Grande-Synthe, dans le sens Dunkerque-Gravelines ». Début janvier 2016, l'espace entre le rond-point des hôtels et le parking des camions est débroussaillé pour éviter l'installation d'un nouveau camp. Du coup, les matinées de la police aux frontières de Loon-Plage sont un peu plus calmes. Le nombre de découvertes quotidiennes de migrants a chuté « aux environs de 20, quant à la fin du mois de décembre 2015, il y en avait dans quasiment tous les camions » dont « quelques familles érythréennes », des Kurdes et Irakiens entre 16 et 21 ans. La première clôture de deux kilomètres autour du nouveau terminal ferry de Loon-Plage (ouvert dans la nuit du 15 au 16 janvier) a fait chuter le nombre de candidats clandestins. Une deuxième clôture doublera la première, en créant une sorte de sas toujours dans le but d'éviter le passage des migrants.

### Assassinats et meurtres de décembre 2024
Le 14 décembre 2024, le suspect, Paul D, abat d'abord son ancien employeur à Wormhout, puis deux agents de sécurité d'une entreprise où il avait également été employé à Loon-Plage. Enfin il abat également deux migrants originaires du Kurdistan iranien sur le bas côté d'une route non loin de là.

## Héraldique
|  | Les armes de Loon-Plage se blasonnent ainsi : D'or semé de billettes de sable, et un lion du même, armé et lampassé de gueules, brochant sur le tout. |

## Politique et administration
La ville est membre de la communauté urbaine de Dunkerque (Dunkerque grand littoral).

### Tendances politiques et résultats

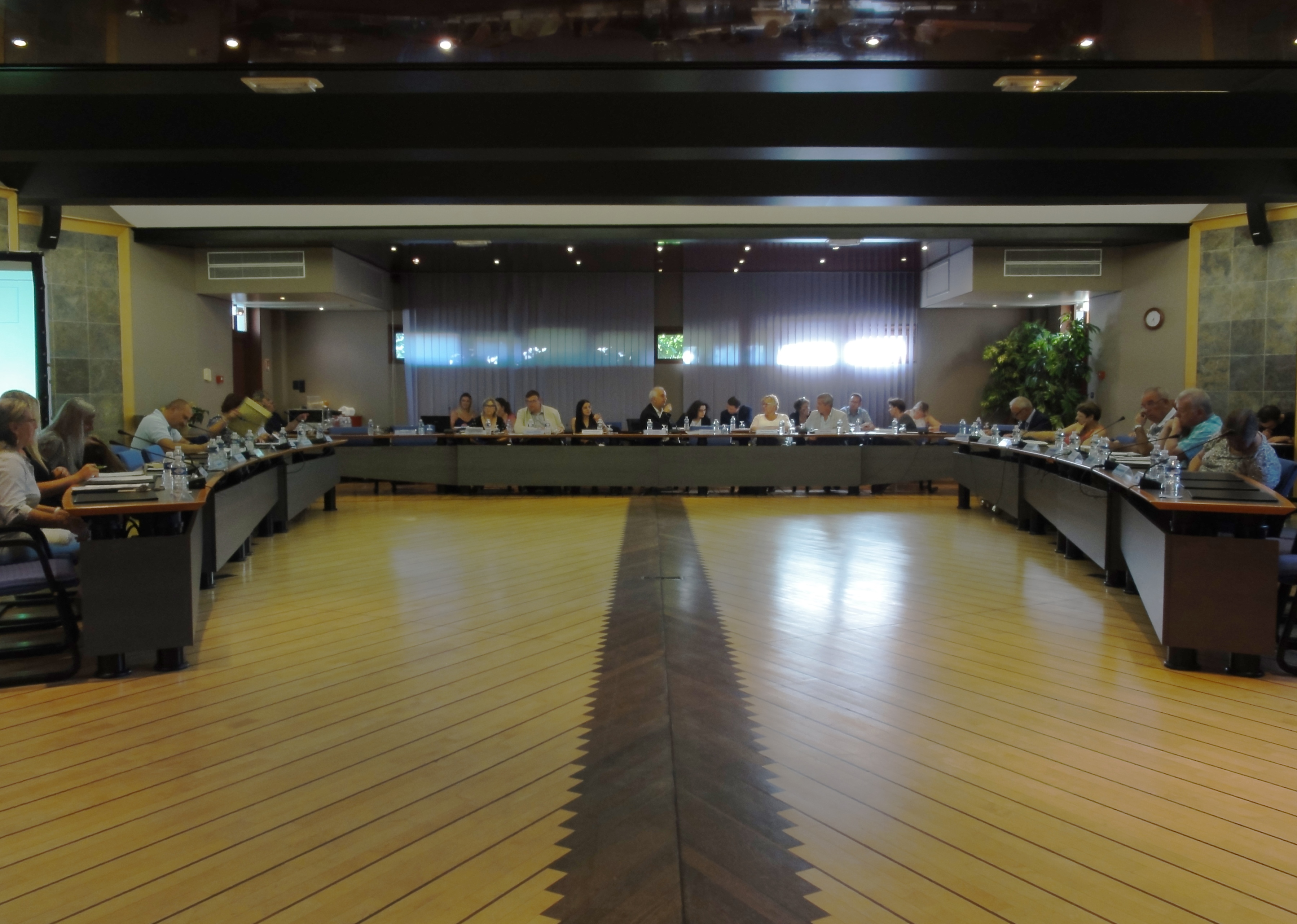
Salle du conseil municipal

### Liste des maires

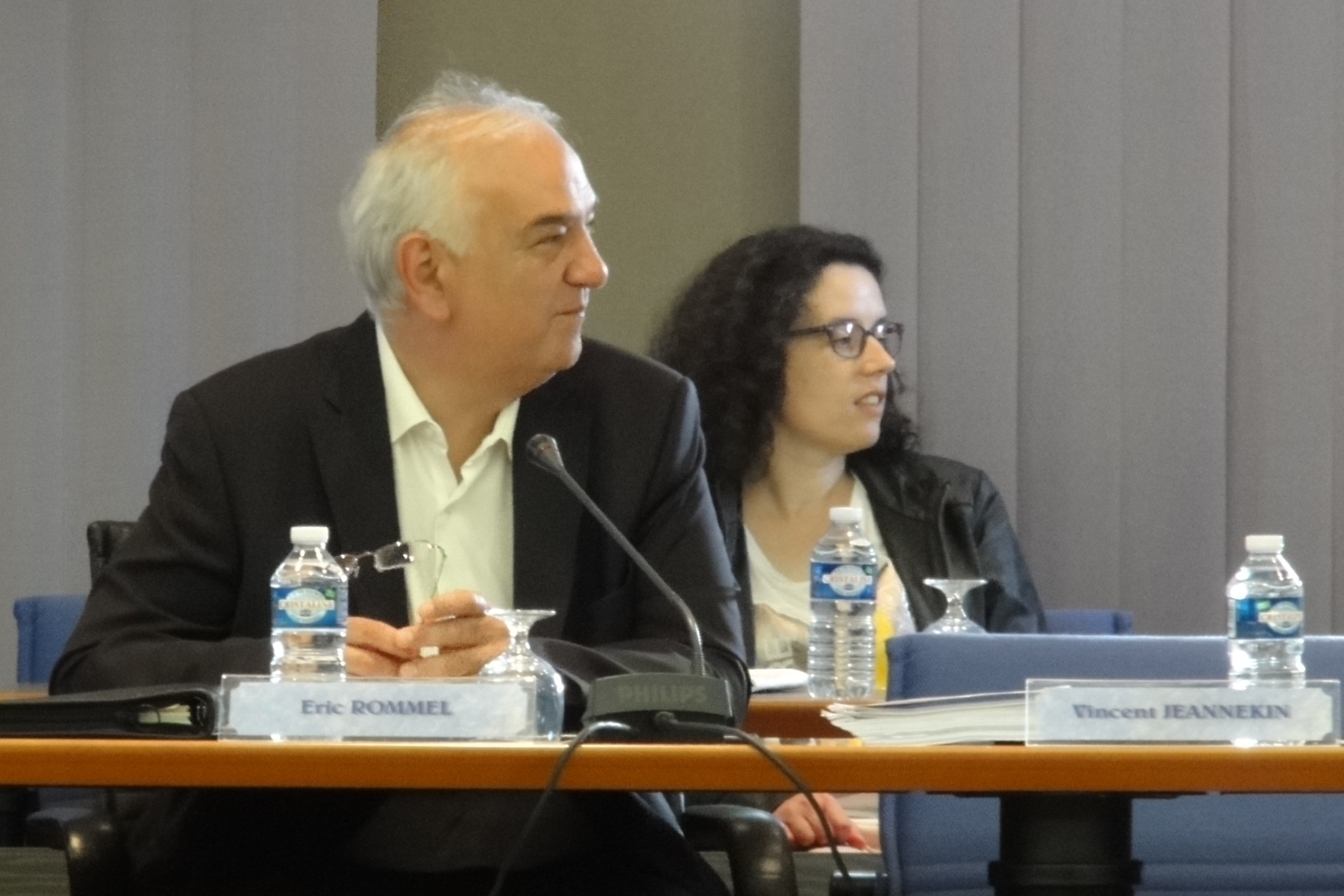
Éric Rommel, maire, et Vincent Jeannekin, adjointe, au conseil municipal, 25 juin 2018

| Période                                  | Période   | Identité               | Étiquette | Qualité |
| ---------------------------------------- | --------- | ---------------------- | --------- | --- |
| Les données manquantes sont à compléter. |           |                        |           | |
| 1800                                     | 1827      | Alexis Louis Longueval |           | Cultivateur |
| 1827                                     | 1840      | Dominique Devos        |           | |
| 1840                                     | 1843      | Romain Geerssen        |           | |
| 1843                                     | 1846      | Jérémie Landron        |           | Ancien adjoint au maire |
| 1846                                     | mars 1848 | Dominique Devos        |           | Ancien adjoint au maire |
| mars 1848                                | 1848      | Alexis Longueval       |           | Cultivateur propriétaire |
| 1849                                     | 1852      | Jérémie Landron        |           | Cultivateur, meunier |
| 1852                                     | 1861      | Pierre Longueval       |           | |
| 1861                                     | 1874      | Jean Vandenbavière     |           | |
| 1874                                     | 1881      | Joseph Cocquillier     |           | |
| 1881                                     | 1895      | Hippolyte Fetel-Devos  |           | |
| décembre 1895                            | mai 1896  | Alfred Devos           |           | |
| mai 1896                                 | 1908      | Jean Baptiste Bury     |           | |
| 1908                                     | 1914      | Alfred Devos           |           | |
| Les données manquantes sont à compléter. |           |                        |           | |
| 1922                                     | 1925      | N. Courcot             |           | |
| 1925                                     | 1939      | Paul Matrenghem        | FR        | Conseiller d'arrondissement (1919 → 1940)                                                                                                   |
| Les données manquantes sont à compléter. |           |                        |           | |
| 1951                                     | 1954      | A. Renaut              |           | |
| 1954                                     | 1959      | M. Louf                |           | |
| 1959                                     | 1976      | René Courcot           |           | |
| 1976                                     | mars 1985 | Régis Fauchoit         | RL (DVG)  | Principal de collège Député du Nord (12e circ.) (1993 → 1997) Conseiller général de Gravelines (1985 → 1998)                                |
| mars 1985                                | mars 2001 | Jean-Claude Delalonde  | PS        | Directeur de polyclinique Conseiller général de Gravelines (1998 → 2011) Vice-président de la Communauté urbaine de Dunkerque (1985 → 2001) |
| mars 2001                                | En cours  | Éric Rommel            | PRG       | Conseiller régional du Nord-Pas-de-Calais (2010 → 2015) Vice-président de la Communauté urbaine de Dunkerque (2001 → )                      |

## Population et société

### Démographie

#### Évolution démographique
L'évolution du nombre d'habitants est connue à travers les recensements de la population effectués dans la commune depuis 1793. Pour les communes de moins de 10 000 habitants, une enquête de recensement portant sur toute la population est réalisée tous les cinq ans, les populations de référence des années intermédiaires étant quant à elles estimées par interpolation ou extrapolation. Pour la commune, le premier recensement exhaustif entrant dans le cadre du nouveau dispositif a été réalisé en 2007.

En 2022, la commune comptait 5 995 habitants, en évolution de −3,45 % par rapport à 2016 (Nord : +0,51 %, France hors Mayotte : +2,11 %).
| 1793  | 1800  | 1806  | 1821  | 1831  | 1836  | 1841  | 1846  | 1851  |
| ----- | ----- | ----- | ----- | ----- | ----- | ----- | ----- | ----- |
| 1 000 | 1 185 | 1 228 | 1 356 | 1 634 | 1 662 | 1 733 | 1 845 | 1 836 |

| 1856  | 1861  | 1866  | 1872  | 1876  | 1881  | 1886  | 1891  | 1896  |
| ----- | ----- | ----- | ----- | ----- | ----- | ----- | ----- | ----- |
| 2 035 | 2 060 | 2 177 | 2 290 | 2 316 | 2 321 | 2 310 | 2 470 | 2 704 |

| 1901  | 1906  | 1911  | 1921  | 1926  | 1931  | 1936  | 1946  | 1954  |
| ----- | ----- | ----- | ----- | ----- | ----- | ----- | ----- | ----- |
| 2 635 | 2 762 | 2 806 | 2 701 | 2 658 | 2 587 | 2 656 | 2 714 | 3 041 |

| 1962  | 1968  | 1975  | 1982  | 1990  | 1999  | 2006  | 2007  | 2012  |
| ----- | ----- | ----- | ----- | ----- | ----- | ----- | ----- | ----- |
| 3 397 | 4 370 | 5 603 | 5 482 | 6 435 | 6 510 | 6 243 | 6 214 | 6 293 |

| 2017  | 2022  | - | - | - | - | - | - | - |
| ----- | ----- | - | - | - | - | - | - | - |
| 6 193 | 5 995 | - | - | - | - | - | - | - |

#### Pyramide des âges
La population de la commune est relativement jeune.
En 2018, le taux de personnes d'un âge inférieur à 30 ans s'élève à 37,6 %, soit en dessous de la moyenne départementale (39,5 %). À l'inverse, le taux de personnes d'âge supérieur à 60 ans est de 21,1 % la même année, alors qu'il est de 22,5 % au niveau départemental.
En 2018, la commune comptait 3 015 hommes pour 3 124 femmes, soit un taux de 50,89 % de femmes, légèrement inférieur au taux départemental (51,77 %).
Les pyramides des âges de la commune et du département s'établissent comme suit.
| Hommes | Classe d’âge | Femmes |
| ------ | ------------ | ------ |
| 0,3    | 90 ou +      | 0,6    |
| 5,0    | 75-89 ans    | 7,3    |
| 14,0   | 60-74 ans    | 14,8   |
| 22,4   | 45-59 ans    | 22,0   |
| 19,2   | 30-44 ans    | 19,0   |
| 17,3   | 15-29 ans    | 16,2   |
| 21,8   | 0-14 ans     | 20,0   |

| Hommes | Classe d’âge | Femmes |
| ------ | ------------ | ------ |
| 0,5    | 90 ou +      | 1,4    |
| 5,3    | 75-89 ans    | 8,1    |
| 14,8   | 60-74 ans    | 16,2   |
| 19,1   | 45-59 ans    | 18,4   |
| 19,5   | 30-44 ans    | 18,7   |
| 20,7   | 15-29 ans    | 19,1   |
| 20,2   | 0-14 ans     | 18     |

## Lieux et monuments

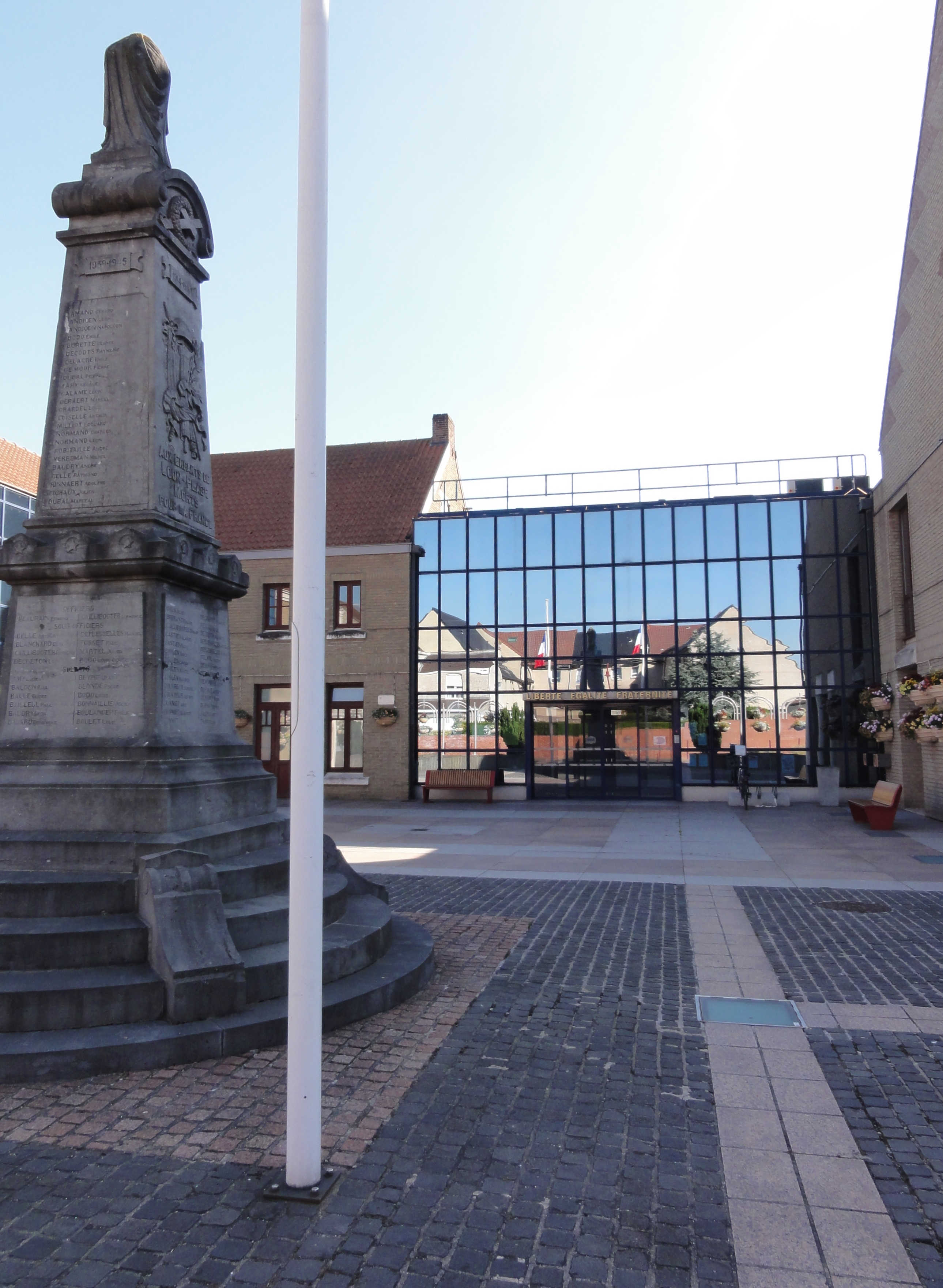
Le monument aux morts devant la mairie.

L'office de tourisme renseigne les visiteurs sur les particularités de la ville.
- Un monument dédié à des soldats de la Première Guerre mondiale de la région est érigé en face de la mairie.
- Terminal méthanier de Loon-Plage, mis en service le 1er janvier 2017 après cinq années de construction.

- Parc Galamé (base de loisirs nature).

## Personnalités liées à la commune
- Lucas Pouille, né le 23 février 1994 à Grande-Synthe, tennisman professionnel, s'entraînait durant son enfance au centre de tennis de Loon-Plage.

## Enseignement
- Pasteur annexe anciennement l'école Victor Hugo :
- École Gérard Philipe : enseignement maternelle et  primaire ;
- École Lamartine : Toute petit section à grande section
- École Louis Pasteur : CP AU CM2 ;
- École Sacré Cœur (École Privée Catholique) ;
- Collège Jean Rostand.

Ball Trap club : BTCLN

## Sports
Le ministère des sports a décompté 48 équipements sportifs sur le territoire de la commune en 2013.
- Motocross, quad, 4x4 : Ronde des sables de Loon-plage
- La course pédestre « Loon-Plage, j'y cours !!! »
- Tennis Club de Loon Plage
- Football (DHR)
- Basketball (Nationale 1)
- Arts martiaux Loonois
- Cyclisme
- Yoga
- Danse
- Amicale Bouliste
- Tir à l'Arc
- Tennis de Table
- Twirling Bâton
- Salle de sport équipée

## Culture
- Musée des jeux traditionnels
- Médiathèque Municipale Marcel Pagnol
- École de musique groupe local « Paul Emile Victor » des éclaireuses et éclaireurs de France situé à la ferme Galamé.
- Festival Het Lindeboom qui a lieu tous les ans au mois de juillet et regroupe des musiciens de culture celtique ou traditionnelle (Matmatah, Manau, Alan Stivell ou encore Tri Yann y ont participé)
- Salle Coluche (salle de concert et de spectacle).
- Salle Marcel Rommel (salle multisports).
- Carnaval
- Festival de la toupie (salle Coluche)

## Économie
Un marché se tient chaque dimanche matin sur la place de l'église dans la commune.
Se situe à Loon-Plage le terminal méthanier du port de Dunkerque, mis en service le 1er janvier 2017 et depuis en croissance permanente, en particulier en 2019. Cette installation est source de revenus pour la commune. Les investissements se poursuivent pour augmenter les capacités du site.

## Pour approfondir